# Varichaetadrilus psammophilus
Varichaetadrilus psammophilus är en ringmaskart som först beskrevs av Loden 1977.  Varichaetadrilus psammophilus ingår i släktet Varichaetadrilus och familjen glattmaskar. Inga underarter finns listade i Catalogue of Life.